# Лил Нас Екс
Лил Нас Екс (на английски: Lil Nas X) е американски хип-хоп музикант.
Роден е като Монтеро Ламар Хил на 9 април 1999 година в Лития Спрингс, щата Джорджия, в афроамериканско семейство, баща му е госпъл певец. От 2015 година публикува в интернет комедийни скечове. Учи за кратко компютърни науки в Университета на Западна Джорджия, но се отказва, за да се концентрира върху музикалната си кариера. Широка известност получава през 2019 година с кънтри рап песента Old Town Road, която внезапно става популярна в социалната мрежа „ТикТок“, след което оглавява класацията „Билборд Хот 100“ и остава начело за 19 седмици, рекорд от създаването на класацията през 1958 година.